# هنری جی. سندرز
هنری گیل ساندرز (متولد ۱۸ اوت ۱۹۴۲ در هوستون تگزاس)، که اصالت وی یک آفریقایی-آمریکایی است بازیگر اهل آمریکا است. و به دلیل بازی در نقش رابرتی در سریال پزشک دهکده شناخته شده است.

## فیلم‌شناسی
- جایی برای پنهان شدن نیست (1970) - James Henderson
- قاتل گوسفند (1978) - Stan
- کانتری سخت ۱۹۸۱
- در معرض خطر (1982) - Dr. Ross
- از نفس‌افتاده (1983) - Man with Pipe
- ساخت بهشت (1987) - Henry
- بول دورهام (1988) - Sandy
- بازی بچگانه ۳ (1991) - Major
- کافس (1992) - Building Owner
- Carnival of Souls (1998) - Officer Soby
- تا مغز استخوان مبارزه کن (1999) - Cesar's Trainer
- مردانگی (2003) - Police Officer
- برکلی (2005) - Gadsen
- راکی بالبوآ (2006) - Martin
- داستان ترسناک آمریکایی: تیمارستان (2012) - Willie
- ۴۲ (2013) - Max (uncredited)
- ویپلش (2014) - Red Henderson
- سلما (2014) - Cager Lee
- داستان ترسناک آمریکایی: هتل (۲۰۱۵)